# Freiseele

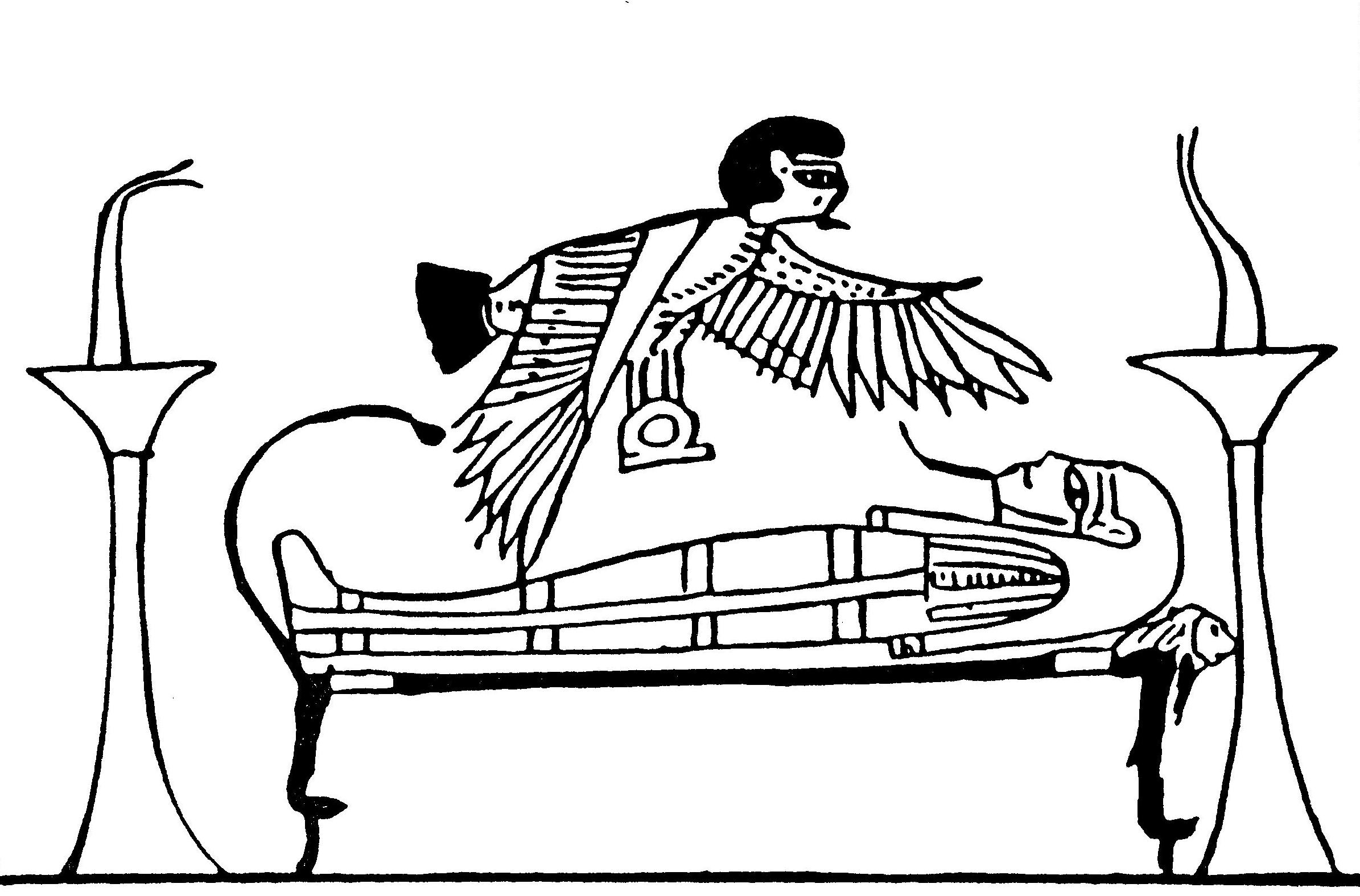
Freiseele in Gestalt des Ba-Vogels im Ägyptischen Totenbuch (E. A. Wallis Budge 1895)

Als Freiseele (freie Seele) bezeichnet die Religionswissenschaft und die Ethnologie (Völkerkunde) die Auffassung von einer Seele, die auch unabhängig vom biologischen Körper existieren kann. Sie hat je nach Lehre bereits vor der Entstehung des Körpers existiert oder nicht und überlebt dessen Tod als Totenseele oder Schatten. In der Parapsychologie gibt es das verwandte Konzept der „Exkursionsseele“ (von lateinisch excursio „Streifzug“), die ihren Körper bereits zu Lebzeiten vorübergehend verlassen kann, während dieser in Trance, Ohnmacht oder Schlaf liegt.

## Konzepte
Konzepte zur Seele finden sich in vielen Mythologien und Religionen weltweit. Einige gehen davon aus, dass die Seele schon vor dem Körper existiert (Präexistenz einer unsterblichen Seele), andere nehmen an, dass die Seele zugleich mit dem Körper entsteht oder von einer Gottheit geschaffen wird. Mit dem Tod trennt sich die Seele endgültig vom Körper und führt fortan als Totenseele ein eigenständiges Dasein, wobei sie entweder in einem jenseitigen Totenreich weilt oder sich als „Geist“ unter den Menschen aufhält. Durch ihre Unsterblichkeit ermöglicht die Seele das individuelle Fortbestehen der Person.
Vorstellungen eines Lebens nach dem Tod gab es beispielsweise in den mesopotamischen Religionen, im alten Ägypten (Ka und Ba) und im antiken Griechenland (Unterwelt, Hades). Sie sind noch heute bei vielen ethnischen Gruppen und indigenen Völkern verbreitet. Auch die Vorstellung der Wiedergeburt (Reinkarnation) geht von einer Seele aus, die verschiedene Körper nacheinander bewohnen kann („Seelenwanderung“), beispielsweise in den indischen Religionen Hinduismus und Jainismus und im Buddhismus (siehe Wiedergeburt im Buddhismus).
Das Konzept der „Exkursionsseele“ beschreibt die Vorstellung, die Seele könne bereits zu Lebzeiten eines Menschen seinen Körper zeitweilig verlassen, ohne dass dies seinen Tod herbeiführe, beispielsweise im Schlaf oder Traum („Traumseele“), im Zustand einer Ekstase oder Ohnmacht, oder bewusst erlebt als außerkörperliche Erfahrung, etwa bei einer Nahtoderfahrung.
Im Gegensatz zur Freiseele ist eine „Körperseele“ oder „Vitalseele“ untrennbar an den Körper gebunden; sie entsteht und stirbt mit ihm und kann ihn grundsätzlich nicht verlassen. Sie regelt die körperlichen Funktionen eines Menschen (oder eines Tieres). Je nach Religion kann eine Person sowohl eine Körperseele als auch eine oder sogar mehrere Freiseelen haben.

## Seele im Christentum

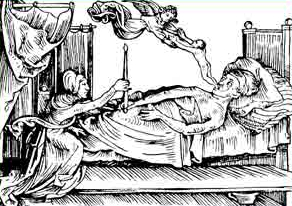
Engel holt die Seele eines Sterbenden (Holzschnitt, 15. Jahrhundert)

Während das Judentum noch kein Konzept einer vom Körper lösbaren, unsterblichen Seele kannte, übernahm das Christentum diese Vorstellung aus hellenistischen Überlieferungen, insbesondere dem Platonismus.
Dass die Seele des Menschen schon vor seinem Körper existiere, wurde im frühen Christentum in der Präexistenzlehre des platonistisch geprägten Kirchenvaters Origenes vertreten, die jedoch im 6. Jahrhundert als Häresie verurteilt wurde. Die Kirche lehrt, Ausführungen über den Kreatianismus des Kirchenvaters Lactantius zugrunde legend, dass die Seele jedes Menschen im Moment seiner Zeugung von Gott geschaffen wird. Die bei der Zeugung geschaffene Seele überdauert jedoch dennoch den Tod des Körpers.
Die Lehre von den letzten Dingen ist Gegenstand der Eschatologie des Christentums. Es sind Tod, Gericht, Himmel und Hölle. Die Lehre der römisch-katholischen Kirche kennt das Fegefeuer, in dem die Seelen, mit Ausnahme derjenigen, die direkt in den Himmel eingehen, eine Läuterung erfahren, bevor sie in den Himmel aufgenommen werden. Nach christlicher Lehre erhalten die geretteten Menschen(seelen) einen neuen, verherrlichten Leib, mit dem sie die Ewigkeit in der Gegenwart des dreieinigen Gottes verbringen werden.